# Onchidium typhae
Onchidium typhae is een slakkensoort uit de familie van de Onchidiidae. De wetenschappelijke naam van de soort is voor het eerst geldig gepubliceerd in 1800 door Buchannan.